# День Святого Мартина
День Святого Мартина (англ. St. Martin's Day) — международный праздник в честь дня памяти об епископе Мартине Турском. Отмечается ежегодно 11 ноября во многих странах, преимущественно католических. Праздничные мероприятия включают в себя торжественные шествия по улицам, детские фонарики из тыквы или современных материалов со свечой внутри, подача к ужину печёного гуся и кондитерскую выпечку. До дня Святого Мартина во многих заведениях (например, венских винных погребках) подаётся молодое, или святомартинское вино свежего урожая.

## История

### Языческие корни
В кельтской общине существовал праздник Самайн, который во время христианизации Европы трансформировался в День почитания святого Мартина. Язычники отмечали время окончания сбора урожая и начала зимы жжением костров, ритуальными песнями и празднованиями, принесением в жертву животных с последующим пиром.

### Христианский праздник
Святитель Мартин родился в Паннонии в начале IV века. Поступил на военную службу в качестве кавалериста. После того как им была оставлена служба, он обретает христианство и отправляется проповедовать западным галлам. Там он становится первым христианским святым, который не умер насильственной смертью. С этого момента начинается культ распространения его личности. Языческие боги начинают замещаться христианскими святыми, и Мартин Турский становится покровителем нищих, военных, текстильщиков, домашних животных и птиц. В V веке на месте его захоронения было создано аббатство. После христианизации франков святой Мартин становится покровителем этого народа, его плащ брали с собой во время военных походов. Как в прошлые столетия, так и сейчас у верующих французов наиболее почитаемым святым является Мартин Турский, который являлся символом и покровителем аристократии и рыцарства.

## Традиции
Как гласит легенда, традиция подавать печёного гуся сложилась ещё при жизни Мартина Турского. Во время одной из его проповедей находящиеся рядом гуси подняли шум, и епископ Мартин приказал сделать из них жаркое. С тех пор ежегодно на 11 ноября семьи пекут гуся и подают его ко столу в качестве памяти об этом святом. Дополнительно к этому готовятся сладкие четырёхугольные вафли или булки в виде подковы, которые носят название «рожки святого Мартина» или «Мартинов рог». Около ста пятидесяти лет назад ещё существовал обычай, согласно которому под потолком комнаты подвешивались бумажные кульки с яблоками, орехами, изюмом, зёрнами пшеницы, овса, гороха. К каждому кульку крепились бумажные полоски, которые поджигались, и содержимое пакетов высыпалось на празднующих. Все это символизировало окончание урожая, радость изобилию урожая.

## Празднование по странам и народам

### Германия и Австрия

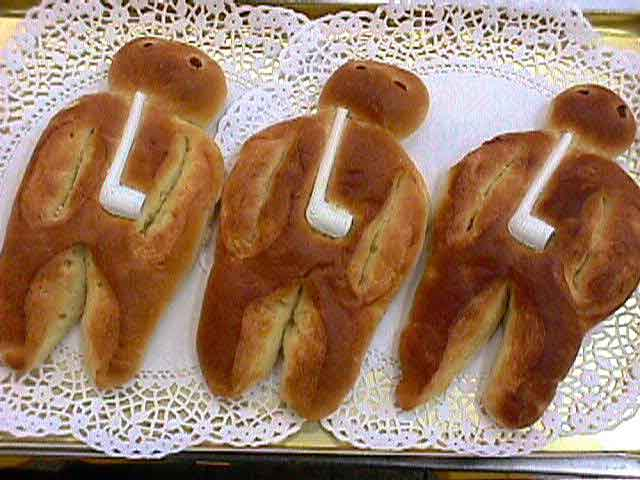
Штутенкерли с трубкой

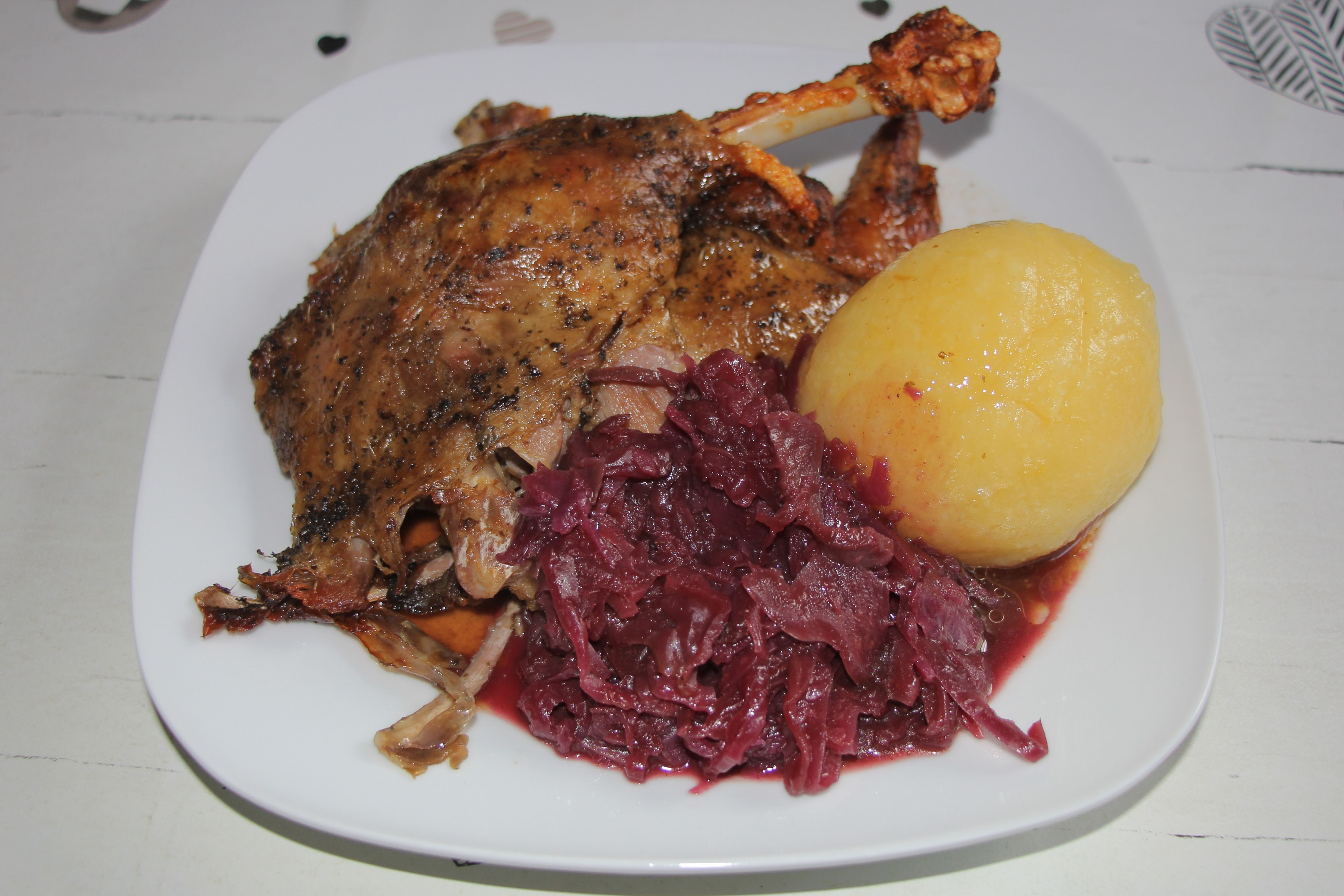
Ножка мартинского гуся, сервированная по традиции с картофельной клёцкой и тушёной краснокочанной капустой

Ноябрь был примечателен тем, что с пастбищ возвращался скот, а святой Мартин был как раз покровителем животных. Также в ноябре начинался забой скота для заготовки мяса на зиму.
В Австрии 11 ноября знаменовалось окончанием сельскохозяйственного года. К этому дню заканчивают все основные работы, возвращался скот, рассчитываются с наёмными рабочими, уплачивают налоги. В честь святого Мартина пастухи ходили и били ветками (можжевеловыми, липовыми или берёзовыми) скот, после чего передавали их на хранение хозяевам живности. В альпийской области развит образ чёрного Мартина, который стучит в окна и двери и забрасывает людей горохом и бобами. Вечером проводятся ярмарки, мужчины и женщины переодеваются в костюмы, поют песни с бубнами или колокольчиками в руках. В это время дети собираются большими группами, держа в руках выдолбленные в тыкве или репе лица, которые освещаются изнутри свечой. Более давним обрядом на день святого Мартина была игра «Волк спущен»: в вечернее время юноши ходили по улицам и кричали: «Волк спущен» (Wolfablassen). После этого старшие возрастом мужчины, облачённые в шкуры животных, нападали на них и завязывалась драка.
День святого Мартина празднуется 11 ноября. Этот день также считается днём сборки урожая, его особенно любят дети. На День святого Мартина в Германии дети получают в подарок сдобную обрядовую выпечку, в зависимости от региона, штутенкерля с изюмом или сладкий мартинский брецель. В течение нескольких недель ноября принято готовить мартинского гуся. 11 ноября происходит знаменательное шествие с зажжёнными фонариками и факелами. Дети задолго до праздника готовят бумажные фонарики своими руками, куда потом будут вставлены свечи. По легенде, молодой солдат Мартин согрел своим плащом замерзающего нищего. Впоследствии односельчане искали его с факелами и фонариками для того, чтобы отблагодарить за доброе дело.

### Италия
День св. Мартина в Италии с традиционной точки зрения считается началом зимы. Поскольку до 11 ноября урожай уже полностью собран, к этому торжеству начинается разлив вина из чанов для приготовления по бочкам и бутылкам, а также последующая дегустация. Характерными для празднования являются итальянские пословицы «на святого Мартина открывай бочку и пробуй вино», «На святого Мартина одевается большой и малый», а также песни:

В этом доме есть всё,

Колбаса и ветчина,

Пьячентинский сыр,

Слава, слава святому Мартину.
Компании людей, в основном молодёжь, передвигается от дома к дому и, напевая разные песни, требует угощений.

### Испания
В Испании празднование Дня святого Мартина наиболее развито на севере страны и в Каталонии. Сельские жители чтят его как покровителя виноделия и сбора винограда, перелётных птиц. В день памяти о нём устраиваются народные гулянья, в большинстве случаев готовится свинина и подаётся вино.

### Нидерланды
День святого Мартина отмечается голландцами, фламандцами и валлонами. Празднования состоят из шествий по улицам, приготовлением праздничных блюд, среди которых — печёный гусь и сладости. Дети в Нидерландах собираются группами, одетые в праздничные костюмы они передвигаются от дома к дому с фонариками в одной руке и корзиной для сладостей в другой. За разного рода угощения они поют песни о святом Мартине. Все мероприятия начинаются 11 ноября ближе к вечеру. День святого Мартина является частью череды зимних праздников с ноября до январь, которые имеют общее название — мидвинтерфеест (нидерл. midwinterfeest). Как и в других странах, день святого Мартина в Нидерландах знаменует собой окончание сбора урожая и первый день зимы. Дети, которые носят фонарики с огнём внутри является отголоском культа почитания солнца и огня.

### Великобритания
В Англии и Шотландии празднование 11 ноября знаменовалось не только днём почитания святого Мартина, но и особым периодом — «временем бойни» (англ. time of slaughter). За 44 дня, с дня святого Мартина и до Рождества Христова, начинался забой домашнего скота и заготовки мяса на весь зимний период. В народе этот святой считается покровителем животноводства. На протяжении этого времени устраивались разные торжества и обряды с неизменным атрибутом — костром. Во некоторых местах Шотландии и в XX веке соблюдаются эти традиции и 11 ноября осуществляют забой быков с последующей заготовкой их мяса на зиму. В Средние века в Англии и Шотландии этот праздник был днём оплаты труда сезонных рабочих по найму. Получив значительную сумму на руки, последние устраивали гулянья и угощали друг друга хлебом, сыром, виски или элем с танцами под музыку волынки или скрипки.

### Скандинавские страны
В Норвегии, Швеции и Финляндии празднование дня святого Мартина знаменует собой начало зимы. Мужчины начинают праздновать отдельно от женщин и все вместе соединяются ближе к вечеру. В деревнях мужчины собираются за столом и распивая вино желают друг другу урожайного следующего года. Женщины в это время заняты подготовкой гуся к праздничному столу. У жителей скандинавских стран своя интерпретация легенды о святом Мартине и гусе, согласно которой мужчина прятался в амбаре, а птицы выдали его своим шумом. Именно из-за этого гуси должны быть съедены и именно в день этого святого гусь обязательно должен быть на столе. На Мартинов день распространены также гадания об успехе будущего урожая, личной судьбы и предполагаемой погоды. У финнов и эстонцев день святого Мартина начинался 10 и заканчивался 11 ноября. Вечером 10 ноября дети собирались группами, наряжались в лохмотья и старую одежду и ходили с сумками просить милостыню, подражая скромности святого Мартина. Утро 11 ноября символизировало окончание сбора и заготовки урожая, прекращение лова рыбы в открытых водоемах, расчёт с пастухами за сезонную работу. Женщины заготавливали к этому дню льняную пряжу. Финны традиционно топили баню, ходили в гости и поздравляли друг друга, на стол выставлялись обязательно мясные блюда.

### У славян
У западных славян в этот день Мартин «приезжает на белом коне», что связано с первым снегом. Ср. пол. «Św. Marcin tylko nа bialym koniu jeździ po chmurach, a wtedy pada śnieg» (Св. Мартин скачет в тучах на белом коне, и тогда идёт снег), словац. «Martin přijedze na biel'im koňu» (Мартин приезжает на белом коне). В некоторых городах Польши на этот день готовят Рогалик святого Мартина.
Хорваты, считая св. Мартина покровителем виноделов, в этот день заканчивали сбор винограда, в Далмации говорили: хорв. «Sveti Martin, provrti karatil!» (Святой Мартин, продырявь бочоночек!) и пробовали новое вино.
У западных славян, хорватов и словенцев святой Мартин считается покровителем гусей. В этот день их режут и готовят печёного гуся. В Хорватии в этот день начинают откармливать гуся к рождественскому столу. По грудной кости печёного мартинского гуся, а в Чехии, Моравии и Словении также по его внутренностям, гадают о предстоящей зиме. Также гадали о предстоящей погоде по замерзшим водоёмам:  пол. «Gdy Marcinowa gęś po wodzie, będzie Boże Narodzenie po lodzie» (Если на Мартина гусь на воде, на Рождество будет на льду) и наоборот «Na Marcina gęś po lodzie, w gody będą na wodzie» (На Мартина гуси на льду, на Святки будут на воде).
У южных славян святой Мартин считался покровителем волков. У болгар считается, что волки беснуются (болг. бесуват) и особенно опасны в мартинские ночи (11—17 ноября).